# It Takes Two (Marvin Gaye e Kim Weston)
It Takes Two è una canzone pop registrata nel 1966 da Marvin Gaye e Kim Weston per la Motown Records.

## Descrizione
Prodotta dall'ex marito della Weston e collaboratore di vecchia data di Gaye, William "Mickey" Stevenson, e scritta insieme a Stevenson e Sylvia Moy, It Takes Two ruota intorno ad un testo romantico che racconta quante cose nella vita (sogni, amore, speranze, ecc.) sono migliore se vissute in due, e non da soli. Il singolo divenne il duetto di maggior successo di Marvin Gaye, che in seguito lo reinterpreterà insieme a Tammi Terrell.

## Successo commerciale
Il duetto di Gaye e Weston raggiunse la posizione numero 14 nella Billboard Hot 100 e la quarta nella classifica Billboard Soul Singles nel gennaio del 1967. It Takes Two è stato anche il maggior successo di Gaye nel Regno Unito, dove raggiunse la sedicesima posizione nella classifica dei singoli nella primavera dello stesso anno.

## Tracce
45 giri
1. It Takes Two
2. It's Got to Be a Miracle

## Cover di Tina Turner e Rod Stewart
Nel 1990 It Takes Two fu registrata da Tina Turner e Rod Stewart e pubblicata come primo singolo dell'album di Stewart Vagabond Heart. Fu prodotta da Bernard Edwards.
Il duetto fra i due artisti fu un ottimo successo in molti Paesi europei raggiungendo la top 10 di diverse classifiche, fra cui Regno Unito, Irlanda, Italia, Austria e Paesi Bassi. In seguito il brano è apparso su quasi tutti i greatest hits dei due cantanti

### Tracce
1. It Takes Two – Rod Stewart e Tina Turner
2. Hot Legs (live) – Rod Stewart

### Versioni ufficiali e remix
1. It Takes Two (Album Versionm) – 4:13
2. It Takes Two (Extended Remix) – 4:51

### Classifiche
| Classifica (1990/1991) | Posizione più alta |
| ---------------------- | ------------------ |
| Regno Unito            | 5                  |
| Irlanda                | 4                  |
| Australia              | 6                  |
| Germania               | 22                 |
| Svizzera               | 10                 |
| Paesi Bassi            | 3                  |
| Italia                 | 5                  |
| Austria                | 4                  |

## Altre cover
Nello stesso anno della pubblicazione della versione di Gaye, il cantante soul Otis Redding insieme a Carla Thomas registrarono una cover della canzone per il loro album di duetti King & Queen.
Anche Billie Piper registrò una cover del brano nel 1998 come lato B del suo terzo singolo She Wants You.
Nel disco Live in New York City, Bruce Springsteen - assieme alla sua E-Street Band - esegue un frammento della canzone in coda al brano Two Hearts.